# Воронья лощина
«Воронья лощина» (англ. Raven's Hollow) — британский мистический фильм ужасов режиссёра Кристофера Хаттона, вышедший в 2022 году. Сюжет кинокартины частично основан на эпизоде из биографии американского писателя Эдгара Аллана По, когда тот внезапно уволился из военной академии в Вест-Пойнте, где в 1830-м году проходил обучение в качестве кадета. Считается, что в то время в жизни По произошли некие таинственные события, в корне изменившие его судьбу. Порвав с карьерой военного, По окунулся в творчество, став впоследствии одним из наиболее ярких представителей мрачной, готической литературы.
Выход фильма в прокат состоялся 22 сентября 2022 года США, Канаде, Австралии и России, в том числе посредством стримингового сервиса Shudder.

## Синопсис
Возвращаясь с учений в северной части штата Нью-Йорк, молодой Эдгар Аллан По с четырьмя спутниками после ужасающей находки оказываются в небольшом странном поселении под названием Воронья Лощина, подозрительные жители которого, кажется, хранят некую тайну. Полагая, что происходит нечто таинственное, По начинает собственное расследование, которое вовлекает его череду загадочных и зловещих событий, которые оставят отпечаток на его судьбе на всю оставшуюся жизнь.

## Сюжет
Девочка-подросток прогуливается по лесу, как вдруг её преследует некая невидимая сущность, несущая листья по ветру. Девочка убегает и скрывается в доме, кажется, что она в безопасности, однако вскоре становится ясно, что сущность каким-то образом овладела ею, и затем покинула дом через печную трубу.
XIX век, северо-восток США. Пятеро кадетов военной академии, среди которых молодой Эдгар По двигаются по пересечённой местности верхом на лошадях, возвращаясь с учений. Внезапно они замечают странное пугало посреди поля. Подъехав ближе они выясняют, что «пугало» — еле живой человек, его распяли на деревьях. Эдгар осматривает тело, как вдруг понимает, что несчастный ещё жив. На вопрос кто сотворил с ним такое, тот отвечает: «ворон», после чего испускает дух. Вначале компания хочет похоронить тело, но потом все решают, что необходимо отвезти его в ближайшее поселение — Воронью Лощину — с целью попытаться найти родственников убитого.
Прибыв на место, кадеты становятся свидетелями похорон. На вопрос, есть ли в поселении священник, они получают отрицательный ответ, также никто не знает убитого мужчину, а молодая черноволосая девушка заверяет, что это чужак, проезжавший мимо. Так или иначе кадеты решают переночевать в деревенской таверне, а лошадей размещают в конюшне, за которыми должен будет присмотреть рабочий по имени Ашер. Девушка, представившаяся Шарлоттой, записывает кадетов в конторскую книгу как постояльцев, а её мать, Элизабет, предлагает молодым людям алкоголь. В разговоре за ужином девушки выясняют обстоятельства обнаружения тела, и сами рассказывают, что хоронили девочку, «умершую дома». Вся компания отдыхает и собирается спать.
Чуть позже Ашер призывает кадетов поскорее покинуть поселение, ведь некий злой дух властвует в этих краях и «он не любит чужаков». Перед тем, как лечь спать, Эдгар замечает Шарлотту, она вышла на улицу в одной только ночнушке. Посреди ночи один из кадетов, Томас Крик, слышит странный цокот, похожий на удары клюва по дереву, через несколько мгновений сущность берёт его тело под контроль и затем убивает. Утром кадеты обнаруживают пропажу друга, пытаясь его найти, они подозревают Ашера в причастности к пропаже человека. Предполагая, что их друг также мог быть распят на деревьях аналогично первой жертве, пара кадетов спешат на то место, но ничего не находят, зато замечают всадника неподалёку, им оказывается местный могильщик по имени Дэниэл Клэй. Между тем кадеты Бекер и Бишоп остаются искать Крика в поселении — и замечают собаку с человеческой кистью в зубах.
По и Тэйлор распрашивают Клэя, подозревая его в причастности к смерти друга. У себя дома Клэй рассказывает кадетам, что на его отца однажды напал «ворон», и теперь ему постоянно приходится выменивать опиум у врача мистера Гаретта в качестве успокоительного. Позже все четверо замечают плохо скрытые следы, ведущие прочь от окровавленного штыря и затем обнаруживают расчленённое тело Томаса Крика, спрятанное в подполье в одном из строений. Кадеты прибывают к Ашеру, и пытаются его арестовать, ведь именно его встретили утром с кровавыми пятнами на рукавах. Жители вступаются за своего рабочего, а доктор Гаретт уверяет, что судя по характеру повреждений костей, труп расчленили не топором.
У По возникают разногласия с Бекером и Бишопом по поводу дальнейших действий. Они утверждают, что нужно забирать Ашера и поскорее убираться из поселения, однако По другого мнения. Он не отдаёт парочке связанного Ашера и готов защищаться с оружием в руках. Внезапно, в самый разгар перепалки, Уил Тэйлор седлает коня и уезжает в лес. Эдгар устремляется за ним. В лесу По почти настигает товарища, как вдруг нечто вырывает его из седла прямо на ходу, спустя мгновение в руки остановившегося Эдгара падает ещё бьющееся человеческое сердце. Потрясённый Эдгар возвращается к другим кадетам и освобождает Ашера, теперь По самолично убеждается в реальности «ворона».
Эдгар отказывается покидать Воронью Лощину, опасаясь, что ворон убьёт всех в лесу. Бекер с Бишопом решаются выехать, По провожает их. Чуть позже Клэй указывает Эдгару на церковь. Зайдя внутрь, По видит страшную картину: весь алтарь, пол, стены и окно запятнаны кровью и внутренностями, Эдгар догадывается, что это останки Бишопа, который, как он считал, ускакал прочь. Между тем Латц Бекер становится очередной жертвой ворона, остановившись в лесу — ворон принял облик кадета Бишопа. По возвращается в таверну и заглядывает в конторскую книгу постоялого двора, как вдруг Элизабет наставляет на Эдгара ружьё, она обвиняет По в том, что он «лезет не в своё дело»; появляются Шарлотта и Ашер, они останавливают и успокаивают Элизабет.
Эдгар возвращается к Клэю. Тот рассказывает, что человек, распятый на дереве — их бывший священник. Он призывал бороться с демоном, однако его ритуалы сделали «ворона» только злее. Он убил сестру священника, и жители, опасаясь такой же участи, схватили его и принесли в жертву в попытке задобрить злого духа. Эдгар с Клэем решают дать ему отпор. Они прибывают на похороны священника. Там становится ясно, что демон принял облик Элизабет. По стреляет в него, но пули не причиняют тому вреда, он улетает, смертельно ранив Клэя. Сразу после этого Шарлотта внезапно наносит По удар лопатой и тот теряет сознание.
Эдгар приходит в себя в повозке, Ашер увозит его в поле, привязывает к жертвенному дереву и уезжает. По мерещатся разные видения, он как будто сходит с ума от отчаяния. Вдруг прибегает его лошадь и помогает ему избавиться от пут. Эдгар возвращается в таверну и обнаруживает там повредившегося рассудком Ашера. Между ними завязывается схватка, однако внезапно Ашер приходит в себя, и осознав, что убил Элизабет, перерезает себе горло. По поднимается в комнату и находит там Шарлотту, вместе они покидают поселение. В пути Эдгар признаётся девушке в любви, но осознавая её связь с демоном, позволяет тому забрать её.
В последней сцене Эдгар По вспоминает те самые события прошлых лет, в результате которых он был отчислен из военной академии. Он берёт бумагу и пишет заголовок своего нового стихотворения — «Ворон».

## В ролях
| Актёр              | Роль                                       |
| ------------------ | ------------------------------------------ |
| Уильям Моусли      | Эдгар Аллан По кадет                       |
| Майкл Гест         | Томас Крик кадет                           |
| Каллум Вудхаус     | Уилл Тэйлор кадет                          |
| Матис Ландвер      | Латц Бекер кадет                           |
| Кайл Роу           | Лоуренс Бишоп кадет                        |
| Кейт Дики          | Элизабет Ингрэм жительница Вороньей Лощины |
| Мелани Занетти     | Шарлотта Ингрэм взрослая дочь Элизабет     |
| Дэвид Хейман       | доктор Гаретт врач в Вороньей Лощине       |
| Каллум МакГоун     | Дэниэл Клэй могильщик Вороньей Лощины      |
| Оберон Ка Аджипонг | Ашер рабочий при постоялом дворе           |
| Томс Трейнис       | преподобный Кин священник Вороньей Лощины  |
| Эльза Клавиня      | Мэри Кин сестра священника                 |

## Производство
Натурные съёмки фильма проходили в Латвии в павильонах студии Cinevilla осенью 2021 года. Постпродакшном фильма занималась британская компания Creativity Media. Визуальные эффекты создавались на студии Film Gate, располагающей офисами в Гётеборге и Лондоне. Примечательно, что в свое время на ней же были созданы визуальные эффекты к фильму «Ворон» (2012), другому проекту про Эдгара Аллана По. Роль знаменитого писателя в той картине исполнил Джон Кьюсак.
Тодд Ландбом, продюсер студии 828 Media Capital отмечал:
Мы рады добавить эту загадочную готическую историю становления Эдгара Аллана По как писателя в копилку работ студии. Актерский состав первоклассный, а декорации 1800-х годов, построенные в Cinevilla, выглядят невероятно.

## Отзывы
Фильм получил сдержанные и негативные отзывы. На сайте-агрегаторе Rotten Tomatoes фильм имеет рейтинг 68 % на основании 66 рецензий критиков со средним баллом 5,5 из 10. Из достоинств кинокартины выделяли общую готическую атмосферу, декорации и музыку, тогда как само повествование, в частности концовка подверглась критике. Также было отмечено, что фильм будет не столь интересен зрителю, вовсе не знакомому с творчеством Эдгара По.

### Комментарии
1. ↑  Имя героя отсылает к известному рассказу Эдгара По «Падение дома Ашеров».
2. ↑  Имя героя отсылает к известному рассказу Эдгара По «Падение дома Ашеров».